# Albert Rothstein
Ne doit pas être confondu avec Atom Smasher (Marvel Comics).
Pour les articles homonymes, voir Rothstein.
Albert Rothstein est personnage de fiction, un super-héros appartenant à l'univers de DC Comics. Le personnage est connu sous deux noms codes Nuklon et Atom Smasher.
Créé par Roy Thomas et Jerry Ordway, il est apparu pour la première fois en tant que Nuklon dans le comic book All-Star Squadron #25 en septembre 1983. En tant qu'Atom Smasher, il apparaît pour la première fois dans le comic book JSA Secret Files and Origins #1 en août 1999.

## Biographie du personnage
Quand sa mère était enceinte de lui, elle a été exposée à des radiations. Devenu adolescent, Albert Rothstein développa une super force et la capacité de manipuler sa taille de sept pieds à soixante. À l’âge adulte, Rothstein apprit à doubler sa densité pour approcher l’invulnérabilité aussi bien que pour traverser les objets solides.
Plus tard, il découvrit qu’il était le petit-fils d’un super bandit du début du XXe siècle, réponse de la fureur supprimée chez lui. Parfois Atom Smasher est instable mais il tâche toujours de prouver qu’il est un super héros… 
Il a été membre d’Infinity, Inc. et de la Justice League of America sous le nom de Nuklon avant d'adopter celui d’Atom Smasher dans la Justice Society of America.

## Apparitions dans d'autres médias
Atom Smasher apparaît dans la série animée La Ligue des justiciers[Quand ?]
Atom Smasher apparaît dans la série The Flash saison 2 épisode 1
Il est présent dans le long métrage Black Adam (2022) de Jaume Collet-Serra où Noah Centineo prête ses traits au personnage.